# Kenneth Francis Drake Gattie
Kenneth Francis Drake Gattie, britanski general, * 1890, † 1982.